# Colonialismo curlandés

Territorios del ducado de Curlandia y Semigalia en Europa.

El ducado de Curlandia y Semigalia fue el país europeo más pequeño en poseer colonias en América y África. La colonia americana existió en Tobago entre 1654 y 1659 y luego nuevamente desde 1660 hasta 1689, en tanto la colonia africana en la isla James entre 1649 y 1660.

## Historia

### Curlandia en elsigloXVII

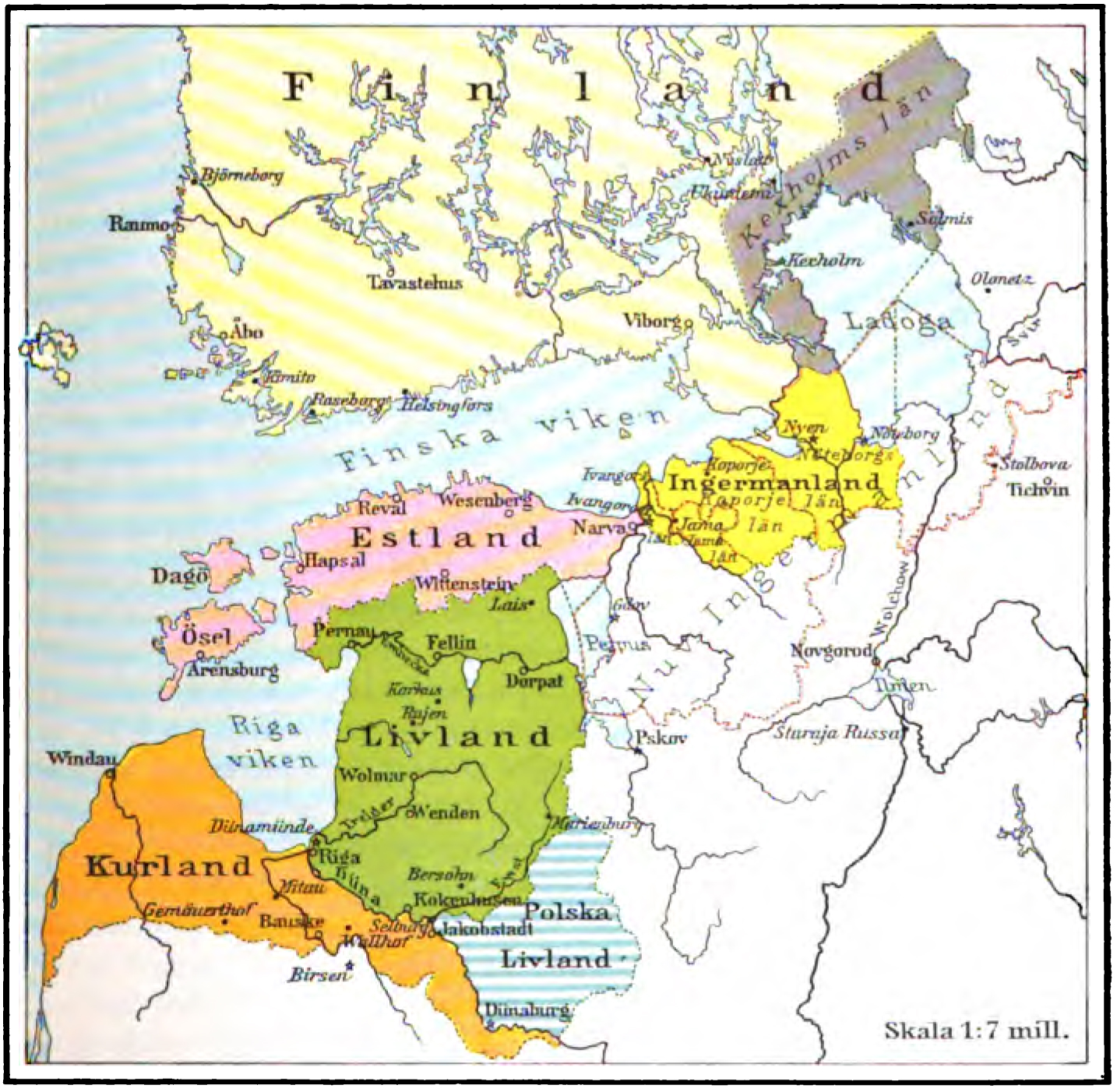
Los países bálticos en el.

Curlandia se convirtió en ducado en 1561, siendo entonces un feudo de la Rzeczpospolita polaco-lituana en lo que hoy es Letonia. Curlandia solo tenía unos 200 000 habitantes. Los alemanes constituían la clase media educada y la población comercial. Los letones eran agricultores.
Bajo el duque Jacobo Kettler, el ducado alcanzó su mayor prosperidad. Todo comenzó con un matrimonio: en 1645, Kettler se casó con Luisa Carlota de Brandeburgo (1617-1676), la hija mayor del elector Jorge Guillermo de Brandeburgo. Añadió una gran fortuna a su marido como dote y era accionista de la Compañía Neerlandesa de las Indias Occidentales. Utilizando la experiencia de su esposa, el duque comenzó a atracar puertos en Windau y Libau y ordenó barcos de alta mar de los astilleros neerlandeses y alemanes.

### En camino de convertirse en una empresa comercial
Durante sus viajes a Europa Occidental, Jacobo se convirtió en un ávido defensor del comercio. El trabajo de los metales y la construcción naval estaban cada vez más desarrollados. Se establecieron relaciones comerciales no solo con los vecinos inmediatos, sino también con Gran Bretaña, Francia, Países Bajos, Portugal y otros. Kettler fundó su propia flota mercante en Europa.

### Las colonias de Brandeburgo-Curlandia en el Caribe

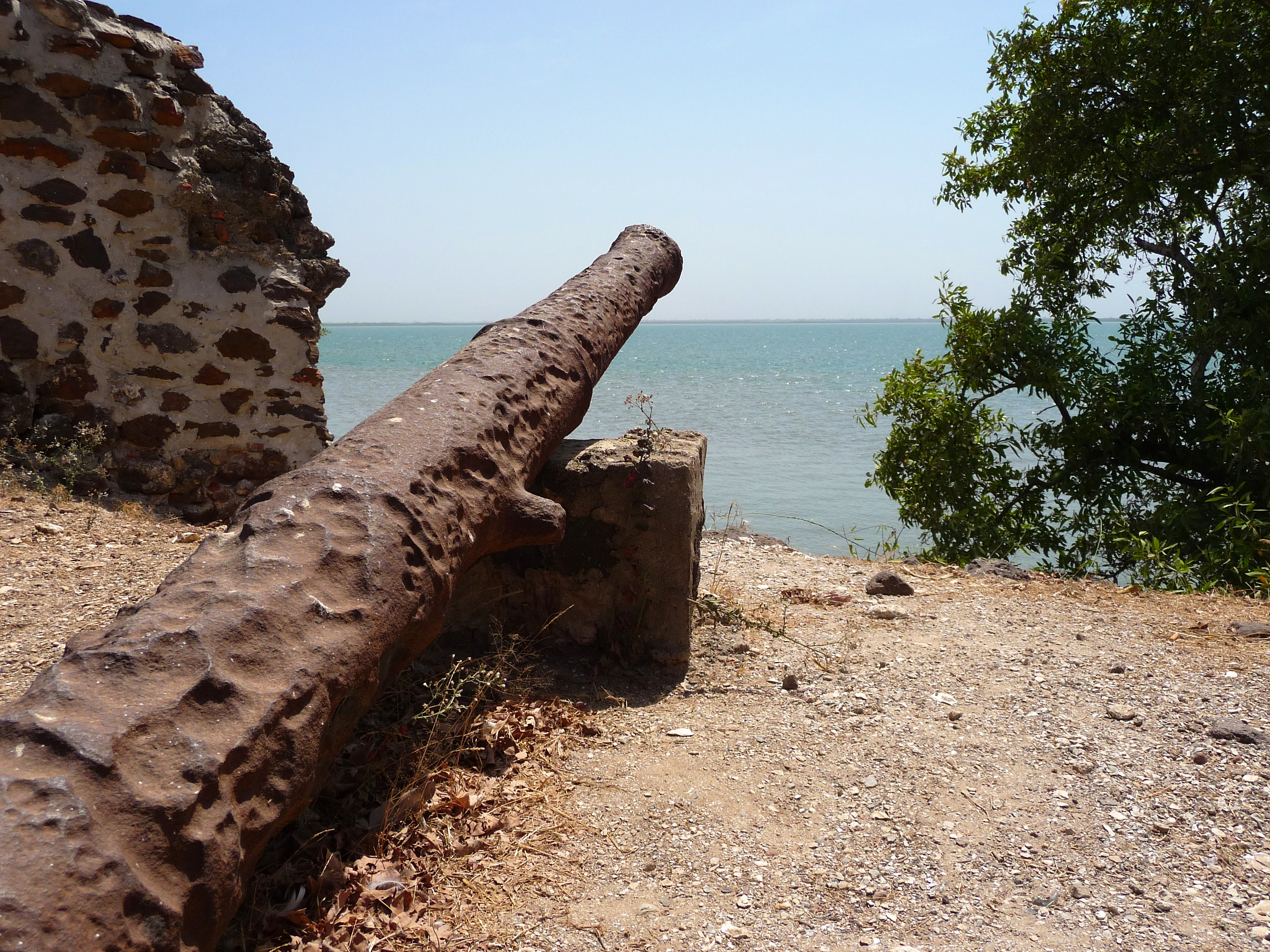
Ruinas del Fuerte Jacob.

La futura duquesa de Curlandia ya había enviado viajeros comerciales desde Brandeburgo a las Indias Occidentales antes de 1637. Encargó a 212 colonos y aventureros que fundasen una colonia en Tobago. Un asentamiento europeo anterior, una empresa constituida en 1628 como colonia neerlandesa, ya existían en la isla, pero fue atacado y aniquilado los españoles a principios de enero de 1637.
La primera colonia de Brandeburgo-Curlandia fue un fracaso, al igual que un segundo intento en 1639. El tercer intento comenzó de manera más prometedora en 1642. Dos barcos liderados por el capitán Cornelius Caroon trajeron a más de 300 colonos que fundaron una colonia en la costa norte cerca de lo que ahora es bahía Courland. Pero ellos también tuvieron que abandonar su establecimiento en 1650 como resultado de la resistencia de los caribeños.

### Nueva Curlandia en la costa de África Occidental

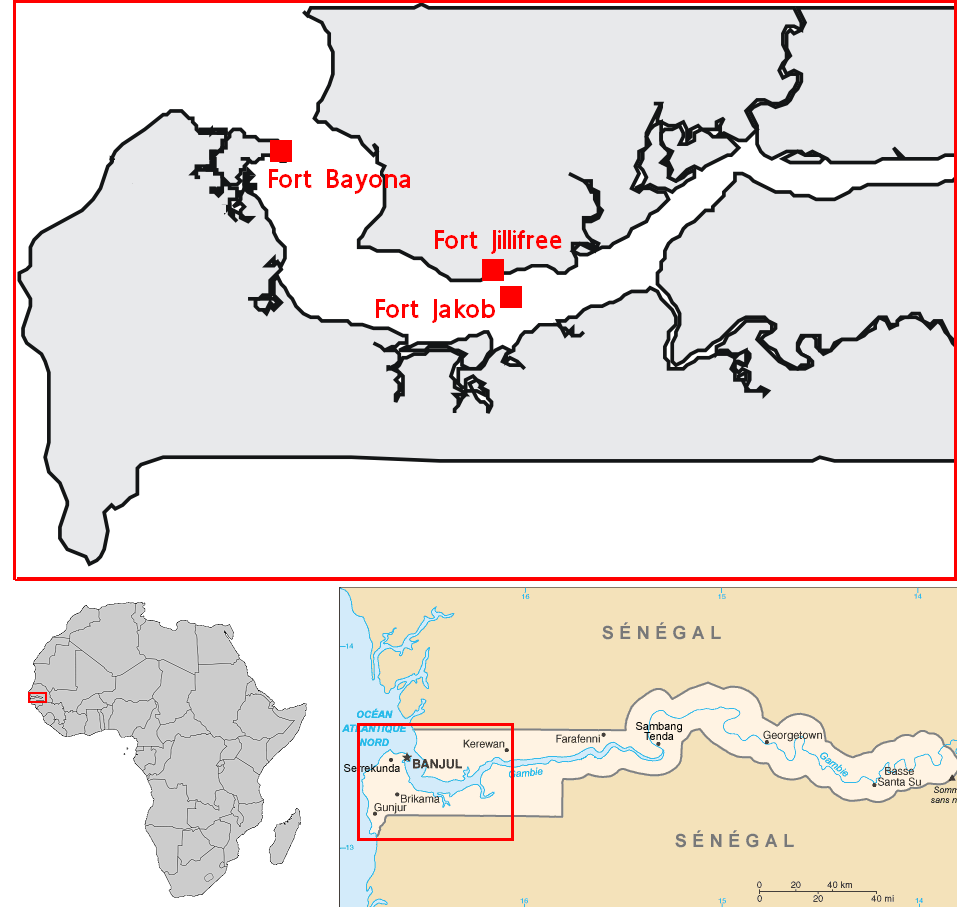
Colonización curlandesa de Gambia.

Los dos barcos del ducado de Curlandia, Walfisch y Krokodil, emprendieron una expedición comercial a la costa occidental de África en 1649. El destino era establecer allí también un puesto comercial. Fue fundada en la isla fluvial de St. Andrews en el río Gambia y se llamó Sankt Andreas, fue el primer lugar fundado en Nueva Curlandia. Para proteger el asentamiento, la construcción del Fuerte Jacob comenzó de inmediato.

### Planes para la caza de ballenas en el Atlántico norte
El duque encargó a la flota, que había crecido considerablemente mientras tanto, con más expediciones comerciales. Sus barcos visitaron las islas Feroe e Islandia para negociar bases o fondeaderos para la caza de ballenas. Otras expediciones debían penetrar en áreas inexploradas de los mares del sur.

### Otro intento de establecer una empresa en Tobago

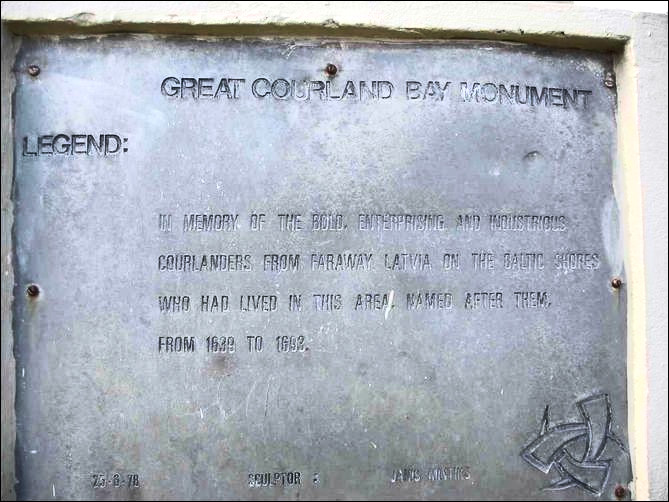
Monumento en memoria de la colonia de Curlandia en Tobago.

Poco después, en mayo de 1654, se hizo otro intento de fundar una colonia en Tobago, donde desembarcó el barco Das Wappen der Herzogin von Kurland. El barco trajo 45 cañones, 25 oficiales, 124 soldados de Curlandia y ochenta familias para tomar posesión de Tobago. El capitán Willem Mollens cambió el nombre de la isla nuevamente en Nueva Curlandia. Se construyó un fuerte en el suroeste de la isla: Fort Jacobus.
El fuerte estaba rodeado por la ciudad de Jacobstadt (más tarde Jamestown). Otros lugares también recibieron nombres relacionados con la antigua patria, como gran bahía de Curlandia, Courland Estate, bahía de Libau y pequeña  bahía de Curlandia. Los curlandeses construyeron una iglesia protestante en el primer año de asentamiento. Una segunda colonia holandesa, Nieuw Walcheren, fue fundada en septiembre de 1654 y pronto creció más allá del tamaño de los asentamientos de Curlandia. 120 colonos curlandeses llegaron en 1657, la colonia neerlandesa tenía una población de 1200 cuando se unieron 500 colonos franceses.
Se exportaron a Europa los siguientes productos: azúcar, tabaco, café, algodón, jengibre, índigo, ron, cacao, carey, aves tropicales y sus plumas.

### El fin de la independencia de Curlandia
Mientras tanto, la situación política de poder en la región del mar Báltico había cambiado. Después del final de la Guerra de los Treinta Años, Suecia comenzó a mostrar más interés en las áreas vecinas del sureste. En 1655, el ejército sueco invadió el territorio de Curlandia y sentó las bases de la Segunda Guerra del Norte. El duque Jacobo estuvo cautivo del ejército sueco entre 1658 y 1660.

### Pérdida de la colonia de Nueva Curlandia en Tobago

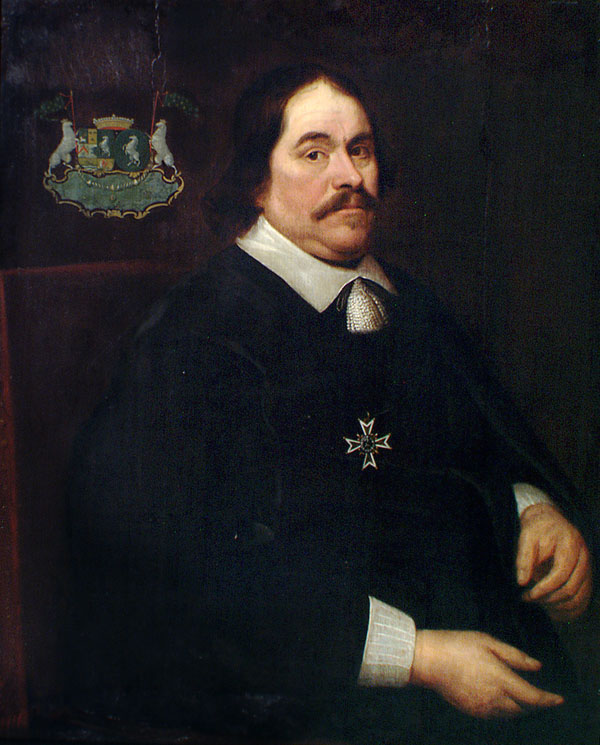
El oponente de Curlandia en Tobago: el barón neerlandés Cornelis Lampsins (1600-1664).

Durante este tiempo, las bases de Curlandia fueron tomadas por los neerlandeses, que eran mayoría. La flota mercante fue secuestrada y las fábricas destruidas. Los colonos neerlandeses de la isla rodearon Fort Jacobus y obligaron a rendirse a Hubert de Beveren, gobernador de los curlandeses. Curlandia cedió oficialmente a Nueva Curlandia el 11 de diciembre de 1659. Esta guerra terminó con el tratado de Oliva de 1660.
Los administradores de Curlandia abandonaron Tobago en 1666, probablemente después de un ataque pirata ese mismo año. En 1668, un barco de Curlandia intentó retomar Fuerte Jacobus, pero fue expulsado por los neerlandeses. Se recuperaron partes de la isla de Tobago por un corto tiempo. Esto sucedió al final del reinado de Jacob con el intento de fundar una nueva colonia en julio de 1680, pero este intento también fracasó. Hizo restaurar los asentamientos y las fábricas, encargó la compra de nuevos barcos, pero el ducado nunca recuperó su antigua prosperidad. La isla de Tobago estuvo sin administrador desde marzo de 1683 hasta junio de 1686 y, por lo tanto, sin dueño. El dominio de Curlandia en Tobago terminó con la venta de la isla a los neerlandeses. En mayo de 1690, los últimos colonos dejaron Tobago definitivamente, a menos que hubieran desertado a los neerlandeses. Sin embargo, se nombraron gobernadores ausentes hasta 1795.

### Gobernadores de Nueva Curlandia (Tobago)

Colonización de Curlandia en Tobago (sello postal de Letonia, 2001).

| 1642-1643 | Edward Marshall   |
| 1643-1650 | Cornelius Caroon  |
| 1654      | Adrien Lampsius   |
| 1656-1659 | Hubert de Beveren |
| 1660-1689 | ?                 |

## Colonias
Con sus 200 000 habitantes para tan solo 27 226 km², Curlandia fue el más pequeño y menos poblado de los estados colonizadores de la era moderna, con la excepción de los Hospitales de Malta.

### África
- Gambia (1650-1661):
  - Fuerte Bayona en la isla de Santa María (cerca de Banjul)
  - Fuerte Jacob en la isla Kunta Kinteh
  - Fuerte Jilifree en Juffureh

### América
- Nueva Curlandia (Tobago, 1638-1689)
- Bahía de Curlandia (1638-1650)
- Jekaba pilseta (actual Jamestown, 1654-1659; 1668; 1680-1683; 1686-1690)